# Ödet
Ödet este o arie protejată (arie specială de conservare — SAC, sit de importanță comunitară — SCI) din Suedia întinsă pe o suprafață de 49,6 ha, integral pe uscat.

## Localizare
Centrul sitului Ödet este situat la coordonatele 60°08′19″N 16°30′45″E / 60.1385°N 16.5125°E.

## Înființare
Situl Ödet a fost declarat sit de importanță comunitară în aprilie 2003 pentru a proteja 1 specie de plante. Situl a fost protejat și ca arie specială de conservare în martie 2011.

## Biodiversitate
Situată în ecoregiunea boreală, aria protejată conține 3 habitate naturale: Mlaștini turboase de tranziție și turbării mișcătoare, Mlaștini împădurite, Taiga vestică.
La baza desemnării sitului se află o specie protejată de  plante: Buxbaumia viridis.